# Гиниятуллин, Ильдус Равилевич
Ильдус Равилевич Гиниятуллин (род. 28 декабря 1989) — российский борец вольного стиля, бронзовый призёр чемпионата России, серебряный призёр Кубка европейских наций (в командном зачёте), призёр всероссийских и международных турниров, мастер спорта России. Живёт в Нижнекамске. Выступает в весовой категории до 70 кг. Тренировался под руководством О. С. Минтулаева и Вахи Ирбайханова. Член сборной команды России по борьбе с 2016 года.

## Спортивные результаты
- Турнир на призы Александра Медведя 2015 года — ;
- Мемориал Дмитрия Коркина 2015 года — ;
- Гран-при Испании 2016 года — ;
- Чемпионат России по вольной борьбе 2016 года — ;
- Ясар Догу 2017 года — ;
- Международный турнир по вольной борьбе на приз Владимира Семёнова 2017 года — ;
- Международный турнир по вольной борьбе на приз Владимира Семёнова 2018 года — ;